# Макаров Руслан Анатолійович
Руслан Анатолійович Макаров — солдат Збройних Сил України, учасник російсько-української війни, що загинув у ході російського вторгнення в Україну в 2022 році.

## Життєпис
Руслан Макаров народився 1993 року в селі Лукашівка Ладижинського району (з 2020 року — Ладижинської міської територіальної громади Гайсинського району) Вінницької області. Він рано залишився сиротою. 6 травня 2021 року підписав контракт з однією з військових частин Збройних Сил України. З початком повномасштабного російського вторгнення в Україну перебував на передовій. Загинув 21 квітня 2022 року у жорстокому бою під селом Времівка Волноваського району Донецької області. Чин прощання із загиблим відбувся 26 квітня 2022 року на центральній площі фонтанів міста Ладижина на Вінниччині.

## Родина
У загиблого залишилася дружина брат та сестра.

## Нагороди
- Орден «За мужність» III ступеня (2022, посмертно) — за особисту мужність і самовіддані дії, виявлені у захисті державного суверенітету та територіальної цілісності України, вірність військовій присязі[4].